# Arthur Morgan (homme politique du Queensland)
Pour les articles homonymes, voir Arthur Morgan et Morgan.
Arthur Morgan (19 septembre 1856 – 20 décembre 1916) est le seizième premier ministre du Queensland en Australie de 1903 à 1906.

## Biographie
Morgan est né à Warwick, au Queensland. Il est le quatrième fils de James Morgan qui pendant un certain temps est député de Warwick et président de commission.. Il fait ses études à l'école publique de Warwick, puis entre au Warwick Argus qui est la propriété de son père. Il devient membre du conseil municipal local et est plusieurs fois élu maire. En 1883, il est élu député de Warwick, poste qu'il occupe jusqu'en 1896. En 1889, il devient speaker de l'assemblée, poste qu'il occupe avec dignité et capacité. 
En 1903, Robert Philp démissionne en raison de défections de son parti, et le chef du Parti travailliste n'étant pas en mesure de former un gouvernement, Morgan est chargé de former une coalition de libéraux et de membres du Parti travailliste. Il démissionne de son poste de speaker, forme un gouvernement dont il est premier ministre. Il mène une politique de repli qui lui vaut pendant un certain temps de l'impopularité et on lui reproche son association avec le Parti travailliste. Mais la situation, cependant, est quelque peu difficile lorsque Philp a démissionné et, à ce moment-là, il ne semble y avoir personne capable de prendre sa place et Morgan a cru de son devoir de conduire le gouvernement.